# Liste der Monuments historiques in Écury-sur-Coole
Die Liste der Monuments historiques in Écury-sur-Coole führt die Monuments historiques in der französischen Gemeinde Écury-sur-Coole auf.

## Liste der Objekte
| Bezeichnung               | Beschreibung                                                                             | Standort                      | Kennzeichnung | Schutzstatus | Datum | Bild |
| ------------------------- | ---------------------------------------------------------------------------------------- | ----------------------------- | ------------- | ------------ | ----- | ---- |
| Marienaltar               | rechter Seitenaltar; Holz, 18. Jahrhundert; in der Kirche St-Memmie in Coole aufgestellt | in der Kirche St-Alpin (Lage) | PM51002399    | Inscrit      | 1976  |      |
| Kruzifix                  | Holz, farbig gefasst, 14. Jahrhundert                                                    | in der Kirche St-Alpin (Lage) | PM51001724    | Classé       | 2002  |      |
| Josefsaltar               | linker Seitenaltar; Holz, 18. Jahrhundert; in der Kirche St-Memmie in Coole aufgestellt  | in der Kirche St-Alpin (Lage) | PM51002398    | Inscrit      | 1976  |      |
| Skulptur Madonna mit Kind | Holz oder Stein, 1814 von Denis Gledu                                                    | in der Kirche St-Alpin (Lage) | PM51003386    | Inscrit      | 1998  |      |
| Altar                     | Fragmente von Altartisch und Retabel; Holz, 17. Jahrhundert                              | in der Kirche St-Alpin (Lage) | PM51003385    | Inscrit      | 1998  |      |
| Zelebrantenstuhl          | Holz, 19. Jahrhundert                                                                    | in der Kirche St-Alpin (Lage) | PM51002400    | Inscrit      | 1976  |      |